# FC Podiș Inești
FC Podiș Inești este un club de fotbal din Inești, raionul Telenești, Republica Moldova. Clubul a fost fondat în 2005 și în sezonul 2006/2007 a jucat pentru prima dată în Divizia „B” Nord. După două sezoane petrecute în „B”, echipa a obținut provarea în Divizia „A”, unde în sezonul 2008-2009 s-a clasat pe locul, având cu doar un punct mai puțin decât FC Viitorul Orhei, și ratând astfel calificarea în Divizia Națională. Numele clubului se trage de la Podișul Moldovei.